# Ініціатива цифрових медіа
| Дата          | Подія |
| ------------- | --- |
| Лютий 2008    | DMI призначив директором BBC Technology Ешлі Хайфілд; BBC Trust схвалює схему та 81 млн фунтів стерлінгів. Проект надається Siemens на замовлення. |
| Грудень 2009  | Договір Siemens припинено у розмірі 27,5 млн євро; BBC втратили до 10,7 млн фунтів стерлінгів. Проект віддається власнику.                         |
| Березень 2010 | Новий бізнес-план DMI відхилений Комітетом фінансів BBC.                                                                                           |
| Лютий 2011    | Національне аудиторське бюро критикує проект DMI.                                                                                                  |
| Червень 2011  | DMI частково передано на замовлення консорціуму з трьох ІТ-компаній: Computacenter, Mediasmiths і Vidispine.                                       |
| Травень 2013  | BBC закриває DMI. |

Ініціатива Цифрових Медіа (англ. The Digital Media Initiative, DMI) — британський трансляційно-інженерний проект, започаткований BBC у 2008 році. Його метою було модернізувати технології виготовлення та архівування Корпорації, використовуючи програмне виробництво та системи управління активами мультимедіа. Після тривалого процесу розвитку, який тривав п'ять років, і витратів у розмірі 98 мільйонів фунтів стерлінгів у період з 2010 по 2012 рік, проект був остаточно покинутий у травні 2013 року.

## Започаткування і перезапуск
Технологічна програма була ініційована директором BBC Technology Ешлі Хайфілддом у 2008 році. Вона була спрямована на оптимізацію операцій трансляції шляхом переходу на повноцінний цифровий безконтактний робочий процес виробництва вартістю 81,7 млн фунтів стерлінгів. Передбачивши економію BBC на суму близько 18 мільйонів фунтів стерлінгів, компанія DMI отримала контракт від постачальника технологічних послуг Siemens з консультацією Deloitte. Серед виробничих можливостей, що надаються DMI, була система масової інформації; система управління мультимедійними активами, що об'єднує архівні матеріали аудіо, відео та фотографій; система онлайн-розкадрування; зберігання метаданих та обмін ними. Основна частина системи була сформована за допомогою Cinegy — виробничого комплекту, розробленого раніше проектом DMI Бі-Бі-Сі та вибраним Siemens у 2008 році. Директором програми DMI був телевізійний продюсер та підприємець Раймонд П. Ле Гу.
Витрати на проект зросли після ряду технічних проблем та затримок, а в 2009 році BBC припинила свій контракт із Siemens. Британські втрати склали 38,2 мільйони фунтів стерлінгів, частково компенсовані виплатою 27 мільйонів доларів США, сплачені компанією Siemens, залишивши втрату в розмірі 10,7 мільйонів фунтів стерлінгів. Бі-Бі-Сі було розкритиковано Національним аудиторським офісом Великої Британії (НАО) у 2011 році за користування проектом. На думку НАО, директор відділу майбутніх засобів масової інформації та технологій Бі-Бі-Сі Ерік Хаггерс заявив, що компанія Siemens була обрана для ведення проекту без участі у тендері, оскільки BBC вже має 10-річний контракт про співпрацю з компанією. Він також зазначив, що передача ризику на проект Siemens призвела до віддалених відносин із Siemens, що ускладнило моніторинг основних етапів виробництва проекту та кінцевих результатів.
Коли ми перевірили компанію Siemens, постало питання: «Гаразд, де ці продукти? Де це програмне забезпечення?» виявилося, що проект взагалі не йшов за планом […] Отже, в основному відносини з Siemens стосовно DMI […] були досить далекими.— Єрік Харрерс, «Докази Державного бухгалтерського комітету», 15 лютого 2011 р.
Після закінчення контракту Siemens проект DMI був введений в дію BBC у 2009 р. й перейменовані як Fabric.
У 2012 році було повідомлено, що співробітники Бі-Бі-Сі, які працювали над низкою проектів, включаючи DMI, зазнали серйозного стресу і були поміщенні на лікування в психіатрічній клініці The Priory.

## Розвиток в 2013-14 роках
Згідно з доповіддю The Guardian, проблеми виникли в квітні 2013 року під час опублікування BBC News про смерть та похорони Маргарет Тетчер. Співробітники новин, намагаючись отримати вихідний матеріал на аналоговому відеозапису з Архівів Бі-Бі-Сі, не змогли перенести кадри в цифровий формат через величезний попит на обмежені можливості передачі в нещодавно відремонтованому Новому мовному центрі Лондона. За повідомленнями, запитувані стрічки транспортувалися Лондоном через таксі та у метро, а відеопередача проводилася зовнішніми виробничими компаніями. Через кілька тижнів з'ясувалося, що обладнання для монтажу стрічки треба буде встановити в Раді мовлення в спеціально охолодженому місці.
Наприкінці травня 2013 р. Генеральний директор Бі-Бі-Сі лорд Холл оголосив про відмову від проекту та про те, що головний технолог Бі-Бі-Сі, Джон Лінвуд, повинен був призупинити роботу до очікування зовнішнього розслідування щодо управління проектом DMI . Згодом було з'ясовано, що один з провідних керівників Бі-Бі-Сі висловив серйозні сумніви щодо DMI перед головою Бі-Бі-Сі Лордом Паттеном за рік до того, як проект був скасований. Він також стверджував, що існує «дуже значний ризик», що Національне аудиторське бюро було введене в оману щодо фактичного прогресу DMI в 2011 році. Інші керівники Бі-Бі-Сі також озвучували подібні проблеми приблизно за два роки до того, як DMI було закрито.
НАО розпочало розслідування невиконання проекту та замовлення бухгалтерської фірми PricewaterhouseCoopers. На слуханні, яке відбулося 10 червня 2013 року на вебсайті BBC MediaCityUK у Салфорді, депутати Маргарет Ходж та Стюарт Джексон прокоментували докази, надані тодішнім генеральним директором Марком Томпсоном, до НАО у 2011 році та Бі-Бі-Ферст, і вважали, що він ввів в оману запит. Член правління BBC Trust Ентоні Фрай зазначив, що DMI була «повною катастрофою» і сказав, що цей проект «, мабуть, є найбільш серйозним і незручним, що я бачив у житті».
24 січня 2014 р. BBC підтвердив, що контракт колишнього керівника технологій Джона Лінвуда був припинений рік тому у липні через непрацездатність Ініціативи Цифрових Медіа
.
10 квітня 2014 року Комітет палат громадських державних рахунків представив «Ініціативу Цифрових Медіа BBC, П'ятдесят другу доповідь сесії 2013-14», де він визначив проект як «повну невдачу».